# Pärlfrankolin
Pärlfrankolin (Francolinus pintadeanus) är en asiatisk hönsfågel i familjen fasanfåglar.

## Utseende
Pärfrankolinen är en 33 cm lång hönsfågel med vitfläckat svart mantel och svart mustaschstreck. Hanen är pärlfläckig undertill, honan tvärbandad.

## Utbredning och systematik
Pärlfrankolin delas in i två underarter med följande utbredning:
- Francolinus pintadeanus phayrei – förekommer i torr buskterräng i nordöstra Indien, Myanmar och Indokina
- Francolinus pintadeanus pintadeanus – förekommer i sydöstra Kina och Hainan

Fågeln är även införd till Mauritius, möjligen även Madagaskar och Seychellerna. En införd population har även förekommit på filippinska ön Luzon, men är numera utdöd där.

## Status och hot
Arten har ett stort utbredningsområde och det finns inga tecken på vare sig några substantiella hot eller att populationen minskar. Utifrån dessa kriterier kategoriserar IUCN arten som livskraftig (LC).